# Lumbrinerides lineatus
Lumbrinerides lineatus är en ringmaskart som beskrevs av Imajima 1985. Lumbrinerides lineatus ingår i släktet Lumbrinerides och familjen Lumbrineridae. Inga underarter finns listade i Catalogue of Life.